# Halinów
Halinów je město v Polsku v Mazovském vojvodství v okrese Mińsk, sídlo stejnojmenné městsko-vesnické gminy. Leží na řece Długa, v historickém Mazovsku, přibližně 20 kilometrů východně od Varšavy. V roce 2024 zde žilo 3 736 obyvatel.

## Historie
První zmínka o vesnici Skruda (dnešní Halinów) je z roku 1453. Během třetího dělení Polska se oblast stala součástí Rakouska. S vytvořením Varšavského vévodství se obec stala jeho součástí a v roce 1815 se stala součástí Kongresového Polska.
Status města získal Halinów v roce 2001, původně měly k městu patřit také sousední obce Hipolitów a Długa Kościelna. Právě v těchto obcích proběhlo referendum o udělení statutu města, na kterých se 73,75 % hlasujících vyslovilo pro. Hipolitów a Długa Kościelna se však nakonec součástí Halinowa nestaly.

## Doprava a vzdělávání
Město má dopravní napojení na železniční síť, které nabízí přímé spojení do Varšavy. Nejbližší mezinárodní letiště je varšavské Letiště Frédérica Chopina, které je vzdálené asi 25 kilometrů na jihozápad.
Nachází se zde školní komplex, ve kterém je integrována mateřská škola, základní škola a střední škola.